# Elettra Lamborghini

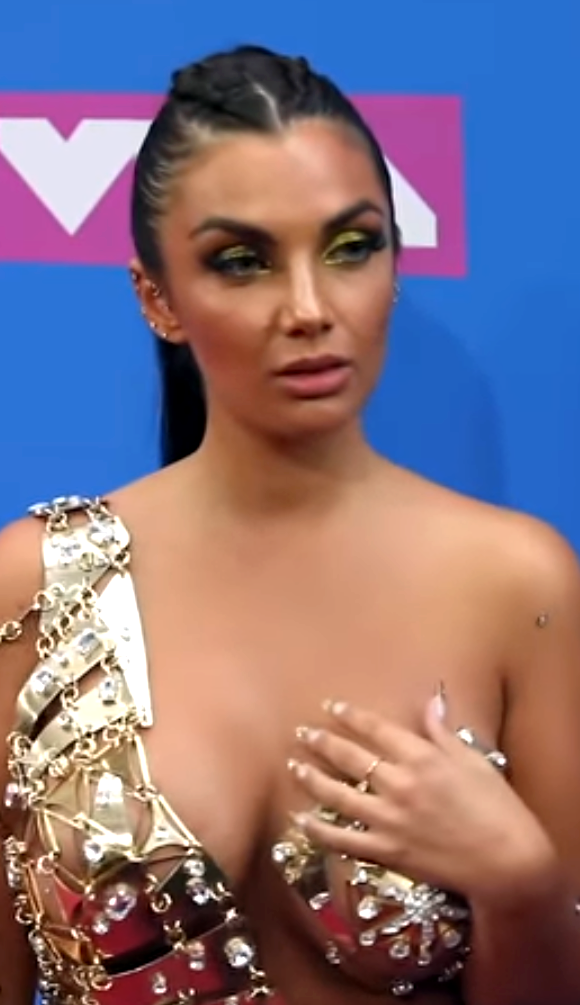
Elettra Lamborghini (2019)

Elettra Miura Lamborghini (* 17. Mai 1994 in Bologna) ist eine italienische TV-Persönlichkeit und Sängerin.

## Karriere
Die Enkelin von Ferruccio Lamborghini wurde insbesondere durch ihre mehrfache Teilnahme an der MTV-Realityshow Super Shore seit 2016 ein Medienstar. Daneben nahm sie an den MTV-Sendungen Riccanza und Geordie Shore sowie an der spanischen Version von Promi Big Brother teil. Lamborghinis erster Vorstoß in die Musikszene war 2017 ihre Beteiligung am Nummer-eins-Hit Lamborghini (RMX) von Guè Pequeno und Sfera Ebbasta. Damit trat sie auch bei den Wind Music Awards 2018 auf.
Anfang 2018 veröffentlichte Lamborghini die erste eigene (spanischsprachige) Single Pem pem bei Universal. Diese präsentierte sie in der Halbzeitshow eines NBA-Spiels im Staples Center in Los Angeles. Das Lied wurde ein großer Erfolg und erreichte die Top 10 der italienischen Charts. Es folgten weitere Realityshowteilnahmen und auch die zweite Single Lamborghinis, Mala, war erfolgreich; außerdem arbeitete sie erneut mit Sfera Ebbasta zusammen.
In der sechsten Ausgabe der Castingshow The Voice of Italy trat Lamborghini 2019 erstmals als Coach in Erscheinung. Im Anschluss daran veröffentlichte sie ihr Debütalbum Twerking Queen, das Platz drei der italienischen Albumcharts erreichte. Als weitere Singles daraus erschienen Tócame (mit Pitbull und dem niederländischen Produzententeam Childsplay) sowie Fanfare (mit Guè Pequeno). Mit Musica (E il resto scompare) nahm sie am Sanremo-Festival 2020 teil.

## Diskografie

### Alben
| Jahr | Titel Musiklabel                                   | Höchstplatzierung, Gesamtwochen, AuszeichnungChartsChartplatzierungen (Jahr, Titel, Musiklabel, Platzierungen, Wochen, Auszeichnungen, Anmerkungen) | Anmerkungen                                            | [↑]: gemeinsam behandelt mit vorhergehendem Eintrag; [←]: in beiden Charts platziert |
| Jahr | Titel Musiklabel                                   | IT | Anmerkungen                                            |                                                                                      |
| ---- | -------------------------------------------------- | --- | ------------------------------------------------------ | ------------------------------------------------------------------------------------ |
| 2019 | Twerking Queen Universal                           | IT3 Platin · (54 Wo.)IT | Erstveröffentlichung: 14. Juni 2019 Verkäufe: + 50.000 |                                                                                      |
| 2020 | Twerking Queen (el resto es nada) Universal[IT: ↑] | IT3 Platin · (54 Wo.)IT | Erstveröffentlichung: 14. Februar 2020                 |                                                                                      |
| 2023 | Elettraton Universal                               | IT22 (2 Wo.)IT | Erstveröffentlichung: 1. Juni 2023                     |                                                                                      |

### EPs
- 2021: Twerking Beach

### Singles
| Jahr | Titel Album                                                    | Höchstplatzierung, Gesamtwochen, AuszeichnungChartsChartplatzierungen (Jahr, Titel, Album, Platzierungen, Wochen, Auszeichnungen, Anmerkungen) | Anmerkungen                                                                           |
| Jahr | Titel Album                                                    | IT | Anmerkungen                                                                           |
| --- | -------------------------------------------------------------- | --- | ------------------------------------------------------------------------------------- |
| 2018 | Pem pem Twerking Queen                                         | IT6 ×2Doppelplatin · (34 Wo.)IT | Erstveröffentlichung: 2. Februar 2018 Verkäufe: + 100.000                             |
| 2018 | Mala Twerking Queen                                            | IT13 Gold · (3 Wo.)IT | Erstveröffentlichung: 21. September Verkäufe: + 25.000                                |
| 2019 | Tócame Twerking Queen                                          | IT45 Gold · (5 Wo.)IT | Erstveröffentlichung: 5. Juni 2019 Verkäufe: + 25.000; mit Childsplay feat. Pitbull   |
| 2019 | Fanfare Twerking Queen                                         | IT34 Gold · (5 Wo.)IT | Erstveröffentlichung: 19. Juli 2019 Verkäufe: + 35.000; feat. Guè Pequeno             |
| 2020 | Musica (E il resto scompare) Twerking Queen (el resto es nada) | IT5 ×2Doppelplatin · (28 Wo.)IT | Erstveröffentlichung: 6. Februar 2020 Verkäufe: + 140.000                             |
| 2020 | La isla –                                                      | IT22 Platin · (16 Wo.)IT | Erstveröffentlichung: 29. Juni 2020 Verkäufe: + 70.000; mit Giusy Ferreri             |
| 2021 | Pistolero Twerking Beach                                       | IT4 ×3Dreifachplatin · (24 Wo.)IT | Erstveröffentlichung: 3. Juni 2021 Verkäufe: + 210.000                                |
| 2022 | Caramello Rivoluzione                                          | IT3 ×4Vierfachplatin · (42 Wo.)IT | Erstveröffentlichung: 17. Juni 2022 Verkäufe: + 400.000; mit Rocco Hunt & Lola Índigo |
| 2023 | Mani in alto Elettraton                                        | IT46 Platin · (14 Wo.)IT | Erstveröffentlichung: 2. Juni 2023 Verkäufe: + 100.000;                               |
| 2024 | Dire fare baciare –                                            | IT70 (2 Wo.)IT | Erstveröffentlichung: 13. Juni 2024 mit Shade                                         |
| Folgende Lieder erschienen nicht als Single, wurden aber durch das Album zum Download und Streaming bereitgestellt und konnten somit eine Platzierung erlangen: |                                                                | |                                                                                       |
| |                                                                | |                                                                                       |
| 2019 | Corazón morado Twerking Queen                                  | IT11 Platin · (13 Wo.)IT | Verkäufe: + 50.000; feat. Sfera Ebbasta                                               |

Weitere Singles
- 2021: A mezzanotte (Christmas Song)

### Gastbeiträge
| Jahr | Titel Album                   | Höchstplatzierung, Gesamtwochen, AuszeichnungChartsChartplatzierungen (Jahr, Titel, Album, Platzierungen, Wochen, Auszeichnungen, Anmerkungen) | Anmerkungen |
| Jahr | Titel Album                   | IT | Anmerkungen |
| --- | ----------------------------- | --- | --- |
| 2017 | Lamborghini (Remix) Gentleman | IT1 ×4Vierfachplatin · (31 Wo.)IT | Erstveröffentlichung: 22. September 2017 Guè Pequeno feat. Sfera Ebbasta & Elettra Lamborghini Verkäufe: + 200.000 |
| Folgende Lieder erschienen nicht als Single, wurden aber durch das Album zum Download und Streaming bereitgestellt und konnten somit eine Platzierung erlangen: |                               | | |
| |                               | | |
| 2020 | Miami Ladies Riot             | IT60 (1 Wo.)IT | Izi feat. Guè Pequeno & Elettra Lamborghini                                                                        |

## Belege
1. ↑  Alben von Elettra Lamborghini. In: Italiancharts.com. Hung Medien, abgerufen am 3. November 2019.
2. 1 2 3 4 5 6 7 8 9 10 11 12  Certificazioni. FIMI, abgerufen am 27. November 2024 (italienisch).
3. ↑  Archivio classifiche Top Singoli. FIMI, abgerufen am 27. November 2024 (italienisch).
4. ↑  Archivio classifiche Top Singoli. FIMI, abgerufen am 27. November 2024 (italienisch).

| Personendaten    | Personendaten                                   |
| ---------------- | ----------------------------------------------- |
| NAME             | Lamborghini, Elettra                            |
| ALTERNATIVNAMEN  | Lamborghini, Elettra Miura (vollständiger Name) |
| KURZBESCHREIBUNG | italienische TV-Persönlichkeit und Sängerin     |
| GEBURTSDATUM     | 17. Mai 1994                                    |
| GEBURTSORT       | Bologna                                         |